# Лак ду Боне (Манитоба)
Лак ду Боне (енгл. Lac du Bonnet) је малена варош у југоисточном делу канадске провинције Манитоба и део је географско-статистичке регије Истман. Насеље лежи на десној обали реке Винипег на око 115 км североисточно од административног центра провинције града Винипега.
Према резултатима пописа становништва из 2011. у вароши је живело 1.328 становника у 680 домаћинства, што је за чак 31,6% више у односу на 1.009 житеља колико је регистровано
приликом пописа 2006. године.

## Становништво
| 2011. |
| ----- |
| 1.328 |